# Ядерна енергетика Швейцарії
Ядерна енергія у Швейцарії виробляється трьома атомними електростанціями із загалом чотирма діючими реакторами. Починаючи з 1985 року, атомна енергетика забезпечує постійну частку близько сорока відсотків виробництва електроенергії у Швейцарії. У 2022 році вона виробила 23 терават-години (ТВт-год) електроенергії, що становило 37% загального виробництва електроенергії в країні в 62 ТВт-год. 55% було вироблено на гідроелектростанціях, а 8% – на звичайних теплових електростанціях і негідровідновлюваних джерелах енергії.

## Історія
Початок вивчення та використання ядерної енергії стався завдяки придбанню ряду дослідницьких реакторів: SAPHIR і DIORIT. У 1962 році почалося будівництво установки Lucens, реактора типу GCHWR з електричною потужністю 6 МВт, яке було завершено в 1968 році.
У 1969 році під час запалювання тепловиділяючі елементи перегрілися, що спричинило викид радіоактивної води та розплавлення активної зони. Влада була змушена закрити та демонтувати станцію. У 1960 році стало зрозуміло, що лише виробництва гідроелектроенергії буде недостатньо для задоволення національних потреб в електроенергії; тому довелося вдатися до інших джерел постачання, рішення припало на атомну енергію, оскільки групи захисників навколишнього середовища та інші групи не хотіли виробництва електроенергії з викопних джерел, таких як вугілля чи нафта.
Першими станціями, які почали працювати, були станції в Безнау на замовлення NOK і в Мюлеберзі на замовлення BKW. За ними послідували: другий реактор у Безнау, у Гесгені та Ляйбштадті. Згодом було запропоновано 2 електростанції: перша в Кайзераугсті (біля Базеля) і одна в Грабені, обидві відхилені через антиядерну опозицію.
Під час будівництва всі реактори отримали численні збільшення потужності з необмеженою ліцензією на використання, останнє стосовно оцінки правильної роботи, доки реактори не стануть економічно придатними.
Швейцарія використовує атомну енергію лише в мирних цілях. Усі плани прийняття на озброєння ядерної зброї були скасовані в 1988 році.

### Відмова після Фукусіми
На початку листопада 2010 року ENSI визнала придатними три майданчики, для яких було подано запит на будівництво нових реакторів: Бецнау, Мюлеберг і Нідерамт.
У 2011 році федеральна влада вирішила поступово відмовитися від атомної енергетики у Швейцарії через аварію на Фукусімі в Японії. Наприкінці 2013 року оператор BKW вирішив у 2019 році повністю припинити виробництво електроенергії на заводі в Мюлебергу. Конструкція атомної електростанції Мюлеберг дуже нагадує блок 1 атомної електростанції Fukushima Dai-ichi, хоча й з деякими відмінностями.
Станом на 8 грудня 2014 року Національна рада проголосувала за обмеження терміну експлуатації АЕС Безнау до 60 років, змусивши два її реактори вивести з експлуатації до 2029 і 2031 років відповідно. У 2016 році виборці відхилили популярну ініціативу, що закликає до поетапної відмови від ядерної енергетики до 2029 року; однак 1 січня 2018 року набула чинності поправка (стаття 12a) до Закону Швейцарії про ядерну енергетику, яка забороняє видачу нових загальних ліцензій для атомних електростанцій. Швейцарія планує поступово припинити свою ядерну потужність до 2044 року в рамках своєї Енергетичної стратегії до 2050 року.
У 2021 році Федеральна інспекція з ядерної безпеки Швейцарії (ENSI) підтвердила, що швейцарські АЕС відповідають оновленим стандартам безпеки від землетрусів, забезпечуючи стійкість до рідкісних сейсмічних подій. Оцінки, розпочаті у 2011 році, пізніше оновлені у 2015 році, підтверджують заходи безпеки.

### Ядерне відродження
Наприкінці серпня 2024 року уряд Швейцарії оголосив, що намагатиметься зняти в країні заборону на будівництво нових АЕС.

## Перелік реакторів
| Назва     | Блок №. | Реактор | Реактор     | Статус                               | Чиста потужність (MW) | Початок будівництва | Комерційне використання | Закриття       |
| Назва     | Блок №. | Тип     | Модель      | Статус                               | Чиста потужність (MW) | Початок будівництва | Комерційне використання | Закриття       |
| --------- | ------- | ------- | ----------- | ------------------------------------ | --------------------- | ------------------- | ----------------------- | -------------- |
| Бецнау    | 1       | PWR     | WH 2-loops  | Функціонує                           | 365                   | 1 вересня 1965      | 1 вересня 1969          | ( 2029)        |
| Бецнау    | 2       | PWR     | WH 2-loops  | Функціонує                           | 365                   | 1 січня 1968        | 1 грудня 1971           | ( 2031)        |
| Гесген    | 1       | PWR     | KWU 3-loops | Функціонує                           | 1010                  | 1 грудня 1973       | 1 листопада 1979        |                |
| Ляйбштадт | 1       | BWR     | BWR-6       | Функціонує                           | 1220                  | 1 січня 1974        | 15 грудня 1984          |                |
| Люценс    | 1       | HWGCR   | HWGCR       | Виведений з експлуатації             | 6                     | 1 квітня 1962       | 29 грудня 1966          | 21 січня 1969  |
| Мюлеберг  | 1       | BWR     | BWR-4       | Відключений/виведення з експлуатації | 373                   | 1 березня 1967      | 6 листопада 1972        | 20 грудня 2019 |

## Дослідні реактори

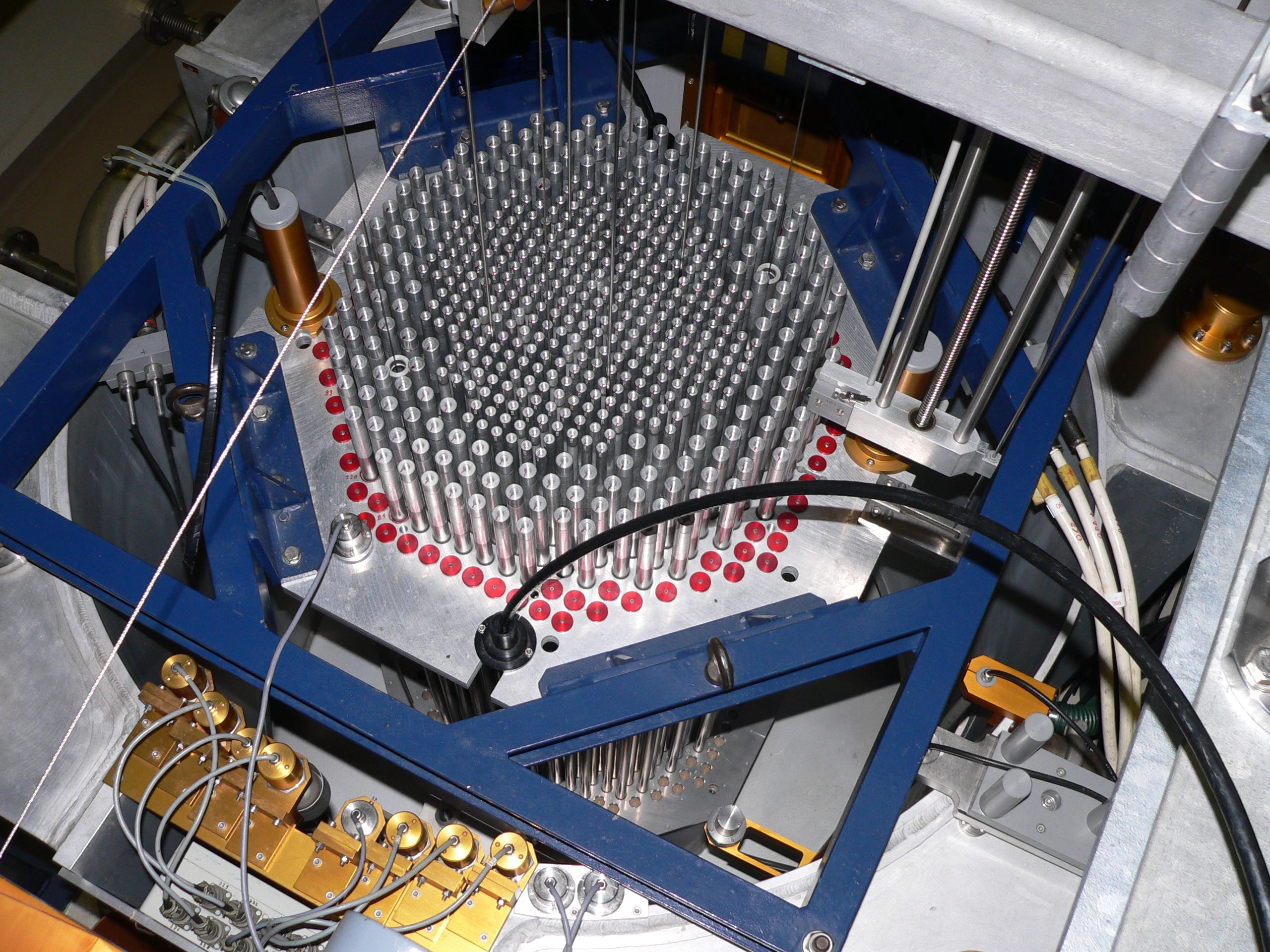
Реактор CROCUS Федеральної політехнічної школи Лозанни

- SAPHIR

Реактори, які стали відомі як SAPHIR, були демонстраційними реакторами з водним басейном потужністю 10–100 кВт, які були привезені до Швейцарії делегацією США на Першу конференцію з мирного використання атомної енергії, яка відбулася в Женеві в серпні 1955 року. Він був першим реактором, який коли-небудь був показаний громадськості в усьому світі. Після конференції реактор був придбаний урядом Швейцарії від імені Reaktor AG, консорціуму, зацікавленого в розвитку ядерної енергетики в Швейцарії. 17 травня 1957 року реактор було перевезено до Вюренлінгена, на місце майбутнього Інституту Поля Шеррера, і він отримав назву SAPHIR. (Назва реактора була натхненна кольором черенковського випромінювання, яке було видно під час оперування реактора.)
SAPHIR залишався в експлуатації до свого остаточного закриття в 1993 році.
- Женевський університет, реактор AGN-201-P

У 1958 році Женевський університет придбав у компанії Aerojet General Nucleonics (AGN) дослідницький реактор потужністю 20 Вт із водяним сповільнювачем і графітовим відбивачем, що працює на 20% збагаченому урані. Він експлуатувався переважно як навчальний реактор до 1989 року, коли його зупинили та виведений з експлуатації.
- Базельський університет, реактор AGN-211-P

Базельський університет придбав реактор AGN-211-P, представлений на Всесвітній виставці 1958 року в Брюсселі, Бельгія. Це був водяний реактор потужністю 2 кВт, який використовувався на високозбагаченому урані та працював з 1959 по 2013 рік як навчальний та експериментальний реактор, який використовувався серед іншого для аналізу нейтронної активації.
Дослідницький реактор в Інституті фізики припинив роботу в 2013 році і був розвантажений від палива в 2015 році. До 2020 року реактор планували вивести з експлуатації.
- DIORIT[en]

Невеликий дослідницький реактор із важким водяним охолодженням і сповільнювачем, який працював з 1960 по 1977 рік у колишньому Федеральному інституті реакторних досліджень (нині Інститут Поля Шеррера). У контексті холодної війни також існувала теоретична ідея виробництва збройового плутонію в ньому, окрім його дослідницької мети. Це також був перший реактор, повністю спроектований і побудований у Швейцарії.
DIORIT було остаточно закрито в 1977 році, і до кінця 2003 року всі радіоактивні матеріали були видалені з реакторної установки..
- PROTEUS

PROTEUS був дослідницьким реактором нульової потужності, який експлуатувався з 1968 по 2011 рік у теперішньому Інституті Поля Шеррера у Вюренлінгені. Його особливість полягала в тому, що його ядро складалося з порожнистої порожнини, конфігурацію якої можна було змінити, заповнивши її дуже різними типами ядерного палива, включаючи підкритичні збірки. В іншому випадку він складався з графітового відбивача та драйвера, що містив паливні стрижні з двоокису урану, збагаченого на 5%. Ця гнучкість дозволяла використовувати його в чотирьох основних експериментальних програмах, що досліджують різноманітні конструкції реакторів, такі як швидкі реактори з газовим охолодженням, реактори з гранульованим шаром, легководні реактори з високою конверсією та, нарешті, конфігурації, що використовують справжнє відпрацьоване ядерне паливо зі швейцарських атомних електростанцій.
У квітні 2013 року Інститут Поля Шеррера подав заявку на виведення з експлуатації свого дослідницького реактора Proteus, отримавши дозвіл від ENSI у 2016 році..
- CROCUS

Це LWR з нульовою потужністю (з ліцензією на максимальну потужність 100 Вт), який використовується для навчання у Федеральній політехнічній школі Лозанни (EPFL). КРОКУС — це критична збірка, побудована частково з елементів демонтованої субкритичної збірки: Cactus. Назва останнього походить від численних інструментальних барів, які виходили з ядра. КРОКУС — ще одна назва в серії XXXus для ядерних установок у EPFL, напр. установка ядерного синтезу D-T: Lotus.
Реактор КРОКУС в EPFL став єдиним дослідницьким реактором, що залишився в Швейцарії. Незважаючи на свою скромну потужність у 100 Вт, він відіграв важливу роль у підготовці інженерів-ядерників та збереженні досвіду в галузі.

## Паливний цикл
Швейцарія забезпечує свої потреби в ядерному паливі , купуючи уран на міжнародному ринку, збагачуючи його та купуючи паливо на різних закордонних майданчиках з різними контрактами (у минулому швейцарське паливо також вироблялося на заводі FN у Боско-Маренго).

## Ядерні відходи
Ядерні відходи електростанцій до 2006 року переважно перероблялися за кордоном. Зберігання здійснюється на поверхневих ділянках, оскільки планується перемістити ядерні відходи під землю.

## Громадська думка
Згідно з опитуванням у лютому 2023 року, приблизно 49% населення Швейцарії підтримали продовження використання ядерної енергії, тоді як 38% були проти. Опитування проведене у вересні 2024 року показало, що за будівництво нових АЕС висловилися 53% респондентів, проти – 43%, не визначилися – 4%.